# Sonic the Hedgehog 4: Episode 1
 (février 2012).
Si vous disposez d'ouvrages ou d'articles de référence ou si vous connaissez des sites web de qualité traitant du thème abordé ici, merci de compléter l'article en donnant les références utiles à sa vérifiabilité et en les liant à la section « Notes et références ».
Sonic the Hedgehog 4: Episode 1 est un jeu vidéo de plates-formes de la série Sonic the Hedgehog. Le titre est développé conjointement par Dimps et Sonic Team. Il est disponible en téléchargement en octobre 2010 à partir des plates-formes de téléchargement Xbox Live Arcade, PlayStation Store, WiiWare, App Store, Google Play et Steam.
Une suite titrée Sonic the Hedgehog 4: Episode 2 sort en mai 2012.

## Synopsis
Le jeu se déroule après la fin de Sonic and Knuckles[réf. nécessaire]. Furieux d'avoir été vaincu, Eggman ressort tous ses vieux plans et recrée en les améliorant un peu ses anciens engins, que Sonic devra donc affronter à nouveau.

## Système de jeu

### Généralités
Le gameplay est semblable à celui des épisodes précédents sortis sur Mega Drive. Mais Sonic a une phase de marche plus longue avant de se mettre véritablement à courir. De plus, Sonic a une nouvelle capacité, la Homing Attack héritée de Sonic Adventure sur Dreamcast.

### Niveaux
Le jeu se compose de 4 zones composées chacune de 3 niveaux et d'un boss. Une 5e zone est disponible après avoir passé les 4  premières.
- Splash Hill Zone (Zone de la colline splash)
- Casino Street Zone (Zone de la rue du casino)
- Lost Labyrinth Zone (Zone du labyrinthe perdu)
- Mad Gear Zone (Zone de la vitesse folle)
- E.G.G. Station Zone (Zone de la station E.G.G.)

## Dernière cinématique secrète
Après avoir terminé le jeu et ramassé les 7 émeraudes du chaos, une cinématique secrète dévoile une petite révélation pour l'épisode 2.